# Raška (ville)
Pour les articles homonymes, voir Raška.
Raška (en serbe cyrillique : Рашка) est une ville et une municipalité de Serbie situées dans le district de Raška (Rascie). Au recensement de 2011, la ville comptait 6 574 habitants et la municipalité dont elle est le centre 24 680.
La ville de Raška est située dans une région, la Raška, ou Rascie, qui a joué un rôle décisif dans l’histoire de la Serbie médiévale.

## Géographie
La municipalité de Raška est située au sud-ouest de la Serbie. Elle englobe la partie centrale de la vallée de l'Ibar, ainsi que les pentes occidentales des monts Kopaonik et les pentes orientales des monts Golija.
La municipalité de Raška est entourée par le territoire de la ville de Novi Pazar au sud-ouest, par les municipalités de Leposavić (Kosovo) au sud-est, de Brus à l'est, d'Aleksandrovac à l'extrême nord-est et d'Ivanjica à l'ouest ; au nord la municipalité est limitrophe du territoire de la ville de Kraljevo.

### Climat

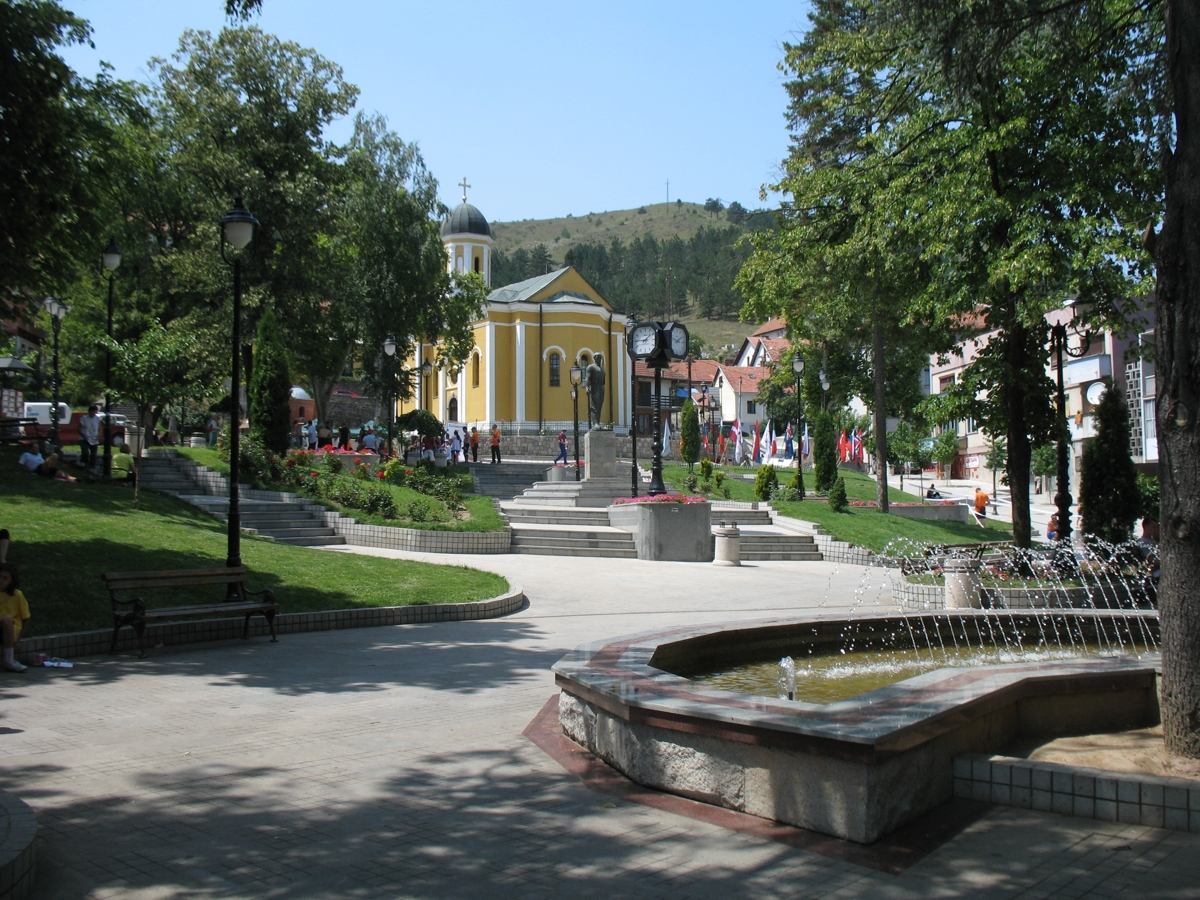
Le centre de Raška, avec l'église de l'Archange Saint-Gabriel

Le climat de Raška, comme celui de sa région, est grosso modo mesuré à la station météorologique de Kraljevo, située à 215 m d'altitude et qui enregistre des données depuis 1890 (coordonnées 43° 42′ N, 20° 42′ E). Globalement, Raška jouit d'un climat continental modéré, avec des variations dues à l'altitude.
La température maximale jamais enregistrée à la station a été de 44,3 °C le 22 juillet 1939 et la température la plus basse a été de −27,1 °C le 17 février 1956. Le record de précipitations enregistré en une journée a été de 124,1 mm le 25 mai 1968. La couverture neigeuse la plus importante a été de 90 cm le 23 février 1954.
Pour la période de 1961 à 1990, les moyennes de température et de précipitations s'établissaient de la manière suivante :
| Mois                                       | Janv | Fév  | Mars | Avr  | Mai  | Juin | Juil | Août | Sept | Oct  | Nov  | Déc  | Année |
| ------------------------------------------ | ---- | ---- | ---- | ---- | ---- | ---- | ---- | ---- | ---- | ---- | ---- | ---- | ----- |
| Températures maximales moyennes (°C)       | 3,3  | 6,8  | 12,0 | 17,7 | 22,3 | 25,2 | 27,3 | 27,5 | 23,9 | 18,0 | 11,0 | 5,0  | 16,7  |
| Températures moyennes (°C)                 | -0,5 | 2,3  | 6,5  | 11,7 | 16,2 | 19,1 | 20,8 | 20,4 | 16,8 | 11,5 | 6,2  | 1,4  | 11,0  |
| Températures minimales moyennes (°C)       | -4,3 | -1,7 | 1,4  | 5,7  | 10,1 | 13,1 | 14,2 | 13,7 | 10,6 | 6,0  | 1,9  | -2,1 | 5,7   |
| Moyennes mensuelles de précipitations (mm) | 53,6 | 49,1 | 53,3 | 60,5 | 91,7 | 96,0 | 75,6 | 57,0 | 57,5 | 45,8 | 60,1 | 60,8 | 761   |

## Histoire
Entre 800 et 300 av. Jésus-Christ, la région de l'actuelle municipalité de Raška, et notamment la vallée l'Ibar, par la tribu illyrienne des Dardani qui laissa le nom de Dardanie à cette partie des Balkans où ils créèrent un royaume portant ce nom. Le secteur fut conquis par les Romains en 28 av. J.-C. et devint une partie de la province romaine de Mésie (en latin : Moesia), province qui constituait la frontière entre les Provinces illyriennes (en latin : Illyricum) et la Macédoine. En 284 l'empereur romain Dioclétien, originaire d'Illyrie, fit de la Dardanie une province séparée et établit comme nouvelle capitale de la province, la ville de Naissus (Niš). À l'époque romaine, la localité la plus importante de la région de l'actuelle ville de Raška portait le nom de Municipium Dardanorum qui correspond à Sočanica (en albanais : Soçanicë), actuellement au Kosovo. La province resta ensuite sous la domination de l'Empire byzantin jusqu'au VIIe siècle, qui vit arriver les Slaves.

Le royaume de Dardanie au IIIe siècle av. J.C.
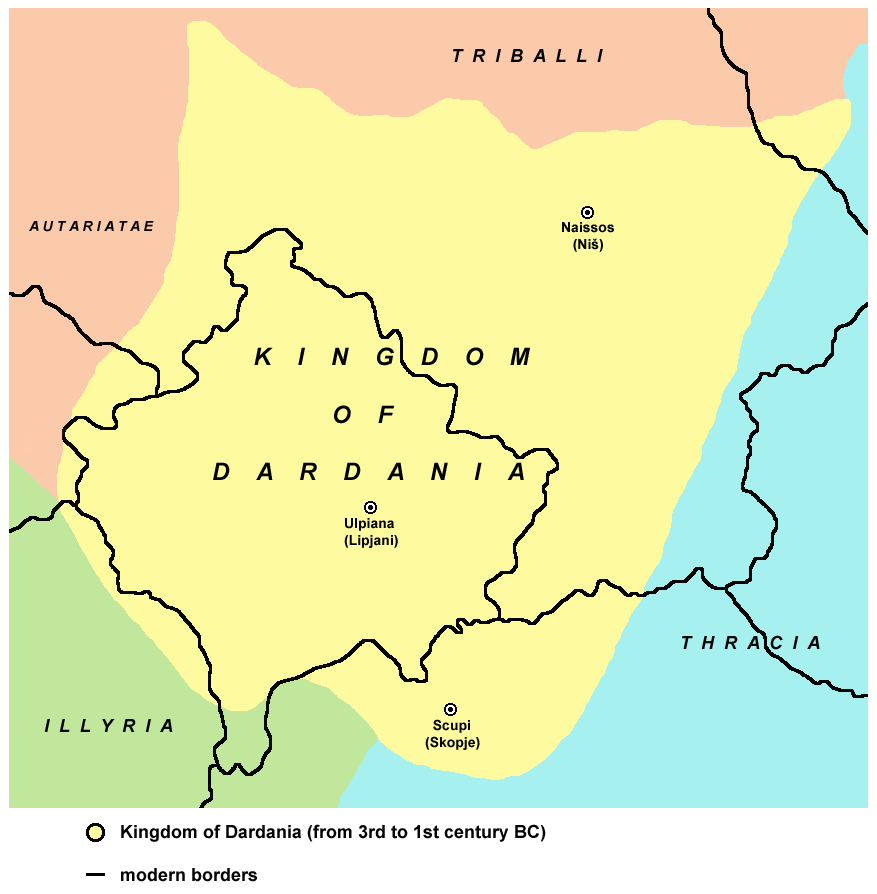
Le royaume de Dardanie du IIIe au Ier siècle av. J.C.
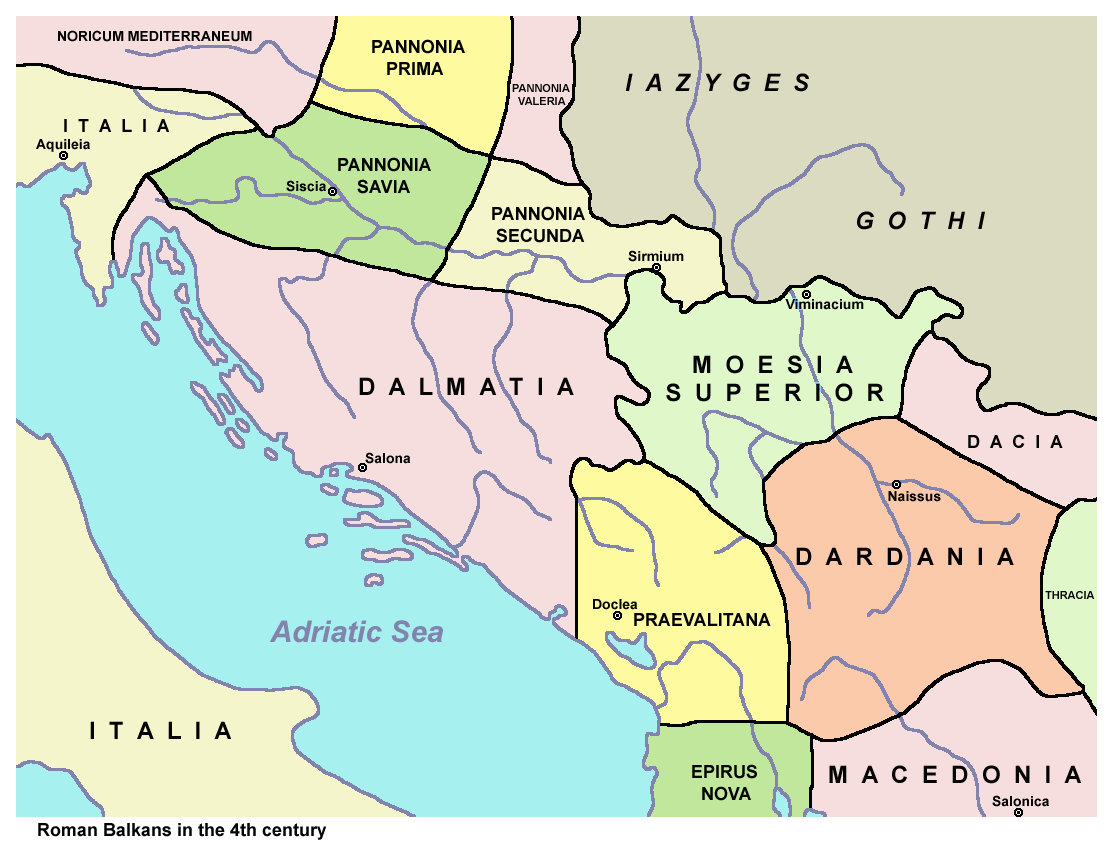
La province romaine de Dardanie au IVe siècle

Au Moyen Âge, la région devint une partie intégrante de l'État serbe médiéval de Rascie, qui connut un de ses apogées sous la dynastie des Nemanjić dont l'origine et le nom remontent à Stefan Nemanja (XIIe siècle). De la période médiévale, l'actuelle municipalité conserve des fondations religieuses de premier plan, comme les monastères de Gradac, de Stara Pavlica, de Nova Pavlica et de Končul, ainsi que de nombreuses églises construites du XIIe siècle au XIVe siècle. En 1455, les Ottomans, dans leur conquête des Balkans, s'emparèrent de la forteresse de Brvenik, située à 8 km au nord de la ville actuelle et construite en 1363 ; puis toute la région passa sous leur contrôle. Elle ne redevint serbe qu'en 1833,.
La ville de Raška fut fondée le 17 septembre 1845, son nom dérivant de la rivière Raška qui traverse son territoire autant qu'à la région médiévale de la Rascie médiévale, appelée en serbe Raška. Le décret marquant sa création fut signé par le prince Alexandre Karađorđević, avec l'appui du ministre de l'Intérieur Ilija Garašanin qui soulignait l'intérêt de fonder une ville nouvelle à la frontière avec l'Empire ottoman, qui soit un centre de pouvoir serbe mais aussi un centre industriel où l'on exploite les richesses minières et forestières de la région. Le premier plan d'urbanisme de la ville a été conçu en 1844 par Nikola  Alković, ce qui en fait l'un des plus anciens de Serbie.
Au cours de la Première Guerre mondiale, du 31 octobre au 15 novembre 1915, Raška accueillit le roi Pierre Ier de Serbie et le gouvernement serbe qui se repliaient face à l'avance des troupes autrichiennes et allemandes.
En 1931 fut ouverte la ligne de chemin de fer Kraljevo-Raška-Kosovska Mitrovica, qui empruntait la vallée de l'Ibar et désenclavait la ville.

## Localités de la municipalité de Raška

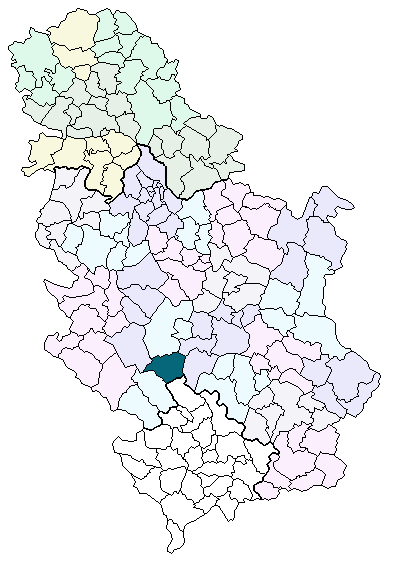
Localisation de la municipalité de Raška en Serbie

La municipalité de Raška compte 61 localités :
| - Badanj - Baljevac - Bela Stena - Belo Polje - Beoci - Biljanovac - Biniće - Biočin - Boroviće - Boće - Brvenik - Brvenik Naselje - Brvenica | - Varevo - Vojmilovići - Vrtine - Gnjilica - Gostiradiće - Gradac - Draganići - Žerađe - Žutice - Zarevo - Jošanička Banja - Kaznoviće - Karadak | - Kovači - Kopaonik - Korlaće - Kraviće - Kremiće - Kruševica - Kurići - Kućane - Lisina - Lukovo - Milatkoviće - Mure - Novo Selo | - Nosoljin - Orahovo - Pavlica - Panojeviće - Piskanja - Plavkovo - Plešin - Pobrđe - Pokrvenik - Pocesje - Radošiće - Rakovac - Raška | - Rvati - Rudnica - Sebimilje - Semeteš - Supnje - Tiodže - Trnava - Crna Glava - Šipačina |

Raška et Jošanička Banja sont officiellement classées parmi les « localités urbaines » (en serbe : градско насеље et gradsko naselje) ; toutes les autres localités sont considérées comme des « villages » (село/selo).

## Démographie

### Ville

#### Évolution historique de la population dans la ville
| 1948  | 1953  | 1961  | 1971  | 1981  | 1991  | 2002  | 2011  |
| ----- | ----- | ----- | ----- | ----- | ----- | ----- | ----- |
| 1 513 | 1 832 | 2 278 | 3 935 | 5 639 | 6 437 | 6 619 | 6 574 |

### Municipalité

#### Répartition de la population dans la municipalité (2002)
Toutes les localités de la municipalité possèdent une majorité de peuplement serbe, à l'exception du village de Karadak dont la population s'est d'abord définie comme yougoslave.

## Religion
Sur le plan religieux, la municipalité de Raška est essentiellement peuplée de Serbes orthodoxes. La ville de Raška et sa région relèvent de l'éparchie de Žiča, qui a son siège au monastère de Žiča, près de Kraljevo.

## Politique
À la suite des élections locales serbes de 2008, les 34 sièges de l'assemblée municipale de Raška se répartissaient de la manière suivante :
| Parti                                                                         | Sièges |
| ----------------------------------------------------------------------------- | ------ |
| Parti radical serbe                                                           | 12     |
| Parti socialiste de Serbie - Parti des retraités unis de Serbie - Serbie unie | 9      |
| Parti démocratique de serbie                                                  | 6      |
| Parti démocratique                                                            | 5      |
| Coalition « Pour Raška » et « Passez le mot »                                 | 2      |

Radenko Cvetić, membre du Parti radical serbe de Vojislav Šešelj, a été élu président (maire) de la municipalité. Mila Rosić-Županjac, qui dirigeait la coalition formée par le Parti socialiste de Serbie, le Parti des retraités unis de Serbie et Serbie unie, a été élu président de l'assemblée municipale,.

## Culture
Les Célébrations spirituelles de Raška (en serbe : Raške duhovne svečanosti) sont organisées depuis 1993 par le Centre culturel Gradac (Centar za kulturu Gradac), par l'Office de tourisme de Raška et la municipalité, avec la participation du ministère serbe de la Culture ; on y présente des événements dans les domaines de la littérature, des sciences, du cinéma, du théâtre, de la peinture et de la musique ; cette manifestation se déroule au milieu de mois d'août,. Les Jours de la reine Hélène (Dani kraljice Jelene) célèbrent la reine Hélène d'Anjou (1237-1314), l'épouse de Stefan Uroš Ier et la fondatrice du monastère de Gradac ; cette manifestation est l'occasion de symposiums historiques mais aussi de rencontres où l'on célèbre les traditions folkloriques de la région de la Raška ou encore d'expositions d'artisanat ; les Jours de la reine Hélène ont lieu chaque année au milieu du mois de mai.

## Sport
La ville de Raška possède 14 clubs représentant 8 disciplines sportives : football, basket-ball, handball, volley-ball, karaté, athlétisme, ski et parapente.
Le club de football du FK Bane a été créé en 1931 sous le nom de FK Studenica et a connu son heure de gloire entre 1999 et 2004 ; le club FK Rudar de Baljevac a été créé en 1934 et le FK Granit de Jošanička Banja en 1959 ; plus récent, l'OFK Vlada Dimitrijević a été créé en 2005. Dans le domaine du handball, la ville abrite le RK Bane, créé en 1965, et le club féminin du ŽRK Raška. Le club de basket-ball KK Bane a été créé en 1975. Baljevac possède aussi un club de basket-ball, l'OK Rudar, et la ville de Raška un autre club, l'OK Bane. On peut encore citer le club de parapente Golija,.
La manifestation sportive la plus importante organisée dans la ville est la Descente sans frontières (en serbe : Spust bez granica), une descente en canoë de l'Ibar qui conduit de Raška à Leposavić, au Kosovo.

## Éducation
La ville possède plusieurs écoles élémentaires (en serbe : osnovne škole) parmi lesquelles on peut citer l'école Raška, créée en 1855, ce qui en fait l'une des plus anciennes de la vallée de l'Ibar ; l'école de la ville de Jošanička Banja a été construite en 1867.
Le principal établissement d'études secondaires (srednje škole) est le Lycée de Raška (Gimnazija Raška), qui a été créé en 1963. La ville abrite également une école de génie mécanique (Mašinska škola).

## Économie
Le territoire de la municipalité de Raška est principalement agricole. Sur les 67 000 ha que représente la superficie de la municipalité, 33 284 ha sont consacrés à l'agriculture, dont 24 021 ha, sont constitués de prairies ou de pâturages, 6 440 ha de terres arables parmi lesquels on compte 2 823 ha de vergers, la plupart de ces terres arables étant situées à une altitude de 400 m. On y élève d'abord des bovins et des porcs, ainsi que des moutons et chèvres. La production fruitière, à commercer par les prunes et leur distillation, constitue le second secteur agricole le plus important de la région ; la récolte des baies sauvages et des plantes médicinales constitue également une activité importante de la région. Raška est aussi une zone de production de pommes de terre et on s'y consacre également à l'apiculture.
En plus de l'agriculture, la municipalité se caractérise économiquement par ses mines, où l'on extraut du charbon, de l'amiante, du plomb et du zinc, et par ses exploitations forestières. Ces secteurs constituent une activité traditionnelle de la région.
Parmi les industries les plus actives de la ville figurent aussi celles du magnésium et de la fibre de verre. Par ailleurs, la société Megalit-Šumnik est spécialisée dans le domaine de la construction.
Le tourisme joue aussi un rôle important dans l'activité de la région.

## Tourisme

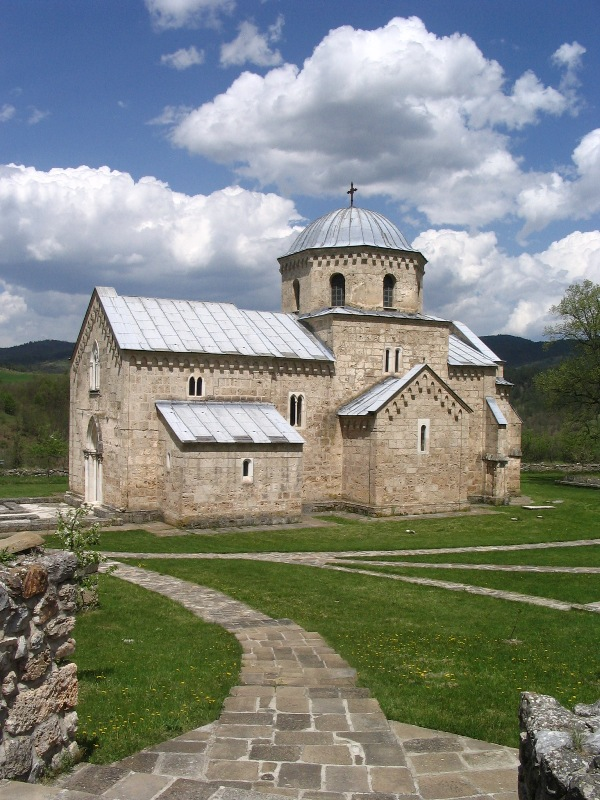
Le monastère de Gradac

Située à proximité du parc national des monts Kopanik et de la réserve de biosphère des monts Golija, définie dans le cadre du programme sur l'homme et la biosphère de l'UNESCO, la municipalité de Raška offre des possibilités pour la découverte de la nature et le tourisme rural ; parmi les villages les plus typiques de la région et les mieux conservés figurent Badanj et Pavlica. La station thermale de Jošanička Banja, située sur les pentes des monts Kopaonik, se trouve aussi sur le territoire municipal ; on y soigne les rhumatismes inflammatoires ou dégénératifs, certains types d'infertilité féminine, les maladies de la peau et les troubles traumatiques dus à une blessure ou à une opération.
En tant qu'ancien centre la Rascie médiévale, la municipalité conserve un certain nombre de monuments classés sur la liste des monuments culturels de Serbie. Le monastère de Gradac a été fondé par Hélène d’Anjou (1237-1314), l'épouse du roi Uroš Ier, vers 1275 ; sur le plan architectural, il est caractéristique de l'école de la Raška. Le monastère de Stara Pavlica a été construit au XIe ou au XIIe siècle, celui de Nova Pavlica à la fin du XIVe siècle et celui de Končul au XIIe siècle et totalement rénovée en 1861.
De nombreuses églises ont été construites dans la période allant du XIIe siècle au XIVe siècle, comme l'église Saint-Nicolas de Baljevac, édifiée à la fin du XIIe ou dans la première moitié du XIIIe siècle. L'église Saint-Nicolas de Šumnik remonte au XVIIIe siècle.

## Médias
Depuis 1995, Raška possède une station de radio et, depuis 2000, une chaîne de télévision locale. L'ensemble porte aujourd'hui le nom de Radio-televizija Raška.

## Transports
Raška est située au carrefour de la route nationale 22, qui conduit à Novi Pazar, située à 16 km au sud-ouest, et de la route 22-3 qui conduit à Kosovska Mitrovica, au Kosovo, située à 62 km en direction du sud-est. Vers le nord, la nationale 22 relie Raška à Kraljevo, la capitale administrative du district de Raška.
Depuis 1931, Raška est reliée par chemin de fer à Kraljevo, au nord, et à Kosovska Mitrovica au sud. Dans la municipalité sont situées sur la ligne trois gares en plus de celle de Raška : Brvenik, Jošanička Banja et Rudnica.

## Coopération internationale
Raška a signé des accords de partenariat avec les villes suivantes :
- Geros (Grèce)
- Hrastnik (Slovénie)